# Capitol Records
Capitol Records, LLC es un sello discográfico estadounidense propiedad de Universal Music Group a través de su etiqueta Capitol Music Group. Fue fundada como el primer sello discográfico de la Costa Oeste de los Estados Unidos en 1942 por Johnny Mercer, Buddy DeSylva, y Glenn E. Wallichs, y más tarde fue adquirida por el conglomerado británico EMI en su filial de Norteamérica en el año 1955. EMI fue más tarde adquirida por Universal Music Group (EMI era propiedad de Sony Music Entertainment, hasta que se cambió a Universal Music Group) en 2010 y fusionada con la compañía un año luego, volviendo a Capitol y Capitol Music Group parte de Universal Music Group. El edificio principal ubicado en Los Ángeles es una reconocida marca de California.
Entre los artistas actualmente firmados por Capitol Records se encuentran Megadeth, Katy Perry, Sir Paul McCartney, Mary J. Blige, The Beach Boys, Beastie Boys, Neil Diamond, Eagles, Brian Wilson, Beck, Avenged Sevenfold, 5 Seconds of Summer, Don Henley, Sam Smith, Migos, Lil Yachty, Ice Spice, NF, Emeli Sandé, Troye Sivan, Calum Scott, Tori Kelly, Jon Bellion, NCT 127, Niall Horan, Duncan Laurence, SuperM y Babymetal.

## Historia
Capitol Records fue fundada por el compositor Johnny Mercer en 1942, con la ayuda financiera de su compañero, el compositor y productor de cine Buddy DeSylva y la visión para los negocios de Glenn Wallichs, el propietario de Wallichs Music City. Merce primero dio la idea de comenzar una compañía discográfica mientras jugaba golf con Harold Arlen y Bobby Sherwood. En 1941, Mercer fue un reconocido compositor y cantante con múltiples lanzamientos exitosos. Mercer sugirió la idea a Wallichs mientras visitaba su tienda de música. Wallichs expresó su interés en la idea el par negoció un acuerdo mediante el cual Mercer manejaría la empresa e identificaría sus artistas, mientras que Wallichs manejaría el lado de negocios. El 2 de febrero de 1942, Mercer y Wallichs conocieron a Desylva en un restaurante de Hollywood (también se hizo en Nueva York) para consultar sobre la posibilidad de inversión de la compañía por parte de Paramount Pictures. Mientras que DeSylva declinó la propuesta, le entregó al par un cheque por $15.000 dólares. El 27 de marzo de 1942, los tres hombres iniciaron como Liberty Records (No confundir con un sello no relacionado fundado en 1955, Liberty Records, el cual fue eventualmente adquirido por Capitol). En mayo de 1942, la solicitud fue modificada para cambiar el nombre de la compañía a Capitol Records. El 6 de abril de 1942, Mercer supervisó la primera sesión de grabación de Capitol donde Martha Tilton grabó la canción «Moon Dreams». El 5 de mayo, Bobby Sherwood y su orquesta grabaron dos canciones en estudio. El 21 de mayo, Freddie Slack y su orquesta grabaron tres canciones en estudio; uno con orquesta, uno con Ella Mae Morse llamado «Cow-Cow Boogie» y «Air-Minded Executive» supervisado por Mercer. El 4 de junio de 1942, Capitol abrió su primera oficina en un segundo piso del lado sur de Sunset Boulevard. En ese mismo día, Wallichs presentó la primera grabación libre de la compañía al dj de Los Ángeles Peter Potter, originando así la práctica de distribuir discos gratuitos a los djs. El 5 de junio de 1942, Paul Whiteman y su orquesta grabaron cuatro canciones en el estudio. El 12 de junio, la orquesta grabó cinco canciones más en el estudio, incluyendo una en colaboración con Billie Holiday, «Trav'lin' Light». El 11 de junio, Tex Ritter grabó «Jingle Jangle Jingle» y «Goodbye My Little Cherokee» para su primera sesión de grabación en Capitol Records, y las canciones formaron parte de las 110 producciones de Capitol.
Los primeros artistas de Capitol incluían al mismo Mercer, Whiteman, Tilton, Morse, Margaret Whiting, Jo Stafford, Pied Pipers, Johnnie Johnston, Tex Ritter, y Paul Weston y su Orquesta. El primer sencillo de oro por parte de Capitol fue «Cow Cow Boogie» de Morse. El primer álbum de Capitol fue Capitol Presents Songs by Johnny Mercer, un conjunto de tres discos de 78 rpm con grabaciones de Mercer, Stafford y Pied Pipers, todos con la Orquesta de Weston. Otros artistas de la disquera en la década de 1940 incluían a Les Baxter, Les Brown, the Nat Cole Trio, Tennessee Ernie Ford, Benny Goodman, Betty Hutton, Stan Kenton, Dinning Sisters, Skitch Henderson, Billy Butterfield, Kay Starr, Peggy Lee, Billy May, Alvino Rey, Jimmy Bryant, Speedy West, Les Paul, Mary Ford, Andy Russell, Smilin' Jack Smith, Sammy Davis Jr., Cootie Williams, y artistas de western swing en el sello Capitol Americana Lead Belly, Cliffie Stone, Hank Thompson, Merle Travis, Wesley Tuttle, Jimmy Wakely y Tex Williams entre otros. Capitol fue el primer sello de la Costa Oeste de los Estados Unidos y compitió con los sellos RCA Víctor, Columbia Records y Decca Records. Además de su estudio de grabación en Los Ángeles, Capitol posee un segundo estudio de grabación en Nueva York y, en ocasiones, enviaba equipos de grabación móviles en Nueva Orleans y otras ciudades.
En 1946, Capitol había vendido 42 millones de álbumes se estableció como uno de los "Seis grandes" sellos discográficos. También, en 1946, el compositor y productor Alan W. Livingston creó Bozo the Clown para la nueva biblioteca musical de niños. Ejemplos de reconocidos álbumes de Capitol para niños durante esa era fueron Sparky's Magic Piano y Rusty in Orchestraville. Capitol también desarrolló un notable catálogo de jazz que incluían Capitol Jazz Men y emitió las sesiones dirigidas por Miles Davis, «Birth of the Cool». Capitol publicó un par de álbumes clásicos en la década de 1940, algunos de los cuales presentaban una portada en relieve con aspecto de cuero. Estas grabaciones inicialmente aparecieron en formato 78 rpm y fueron más adelante publicados en LP (33 1/3 rpm) en 1949. Entre las grabaciones se contó una actuación única del compositor brasileño Heitor Villa-Lobos, «Choros No. 10», con contribuciones de un grupo coral de Los Ángeles y la Orquesta Sinfónica de Janssen (1940-1952), dirigida por Werner Janssen; «Symphony No. 3» por el compositor ruso Reinhold Moritzovich Glière; y Symphony in D minor de César Franck, con Willem Mengelberg y la Orquesta Real del Concertgebouw. En 1949, su marca canadiense fue establecida y Capitol adquirió el KHJ Studios en Melrose Avenue que es adyacente a la oficina Paramount Pictures en Hollywood. A mediados de la década de 1950, Capitol se había convertido en una gran compañía que concentraba la música popular.

### Década de 1950

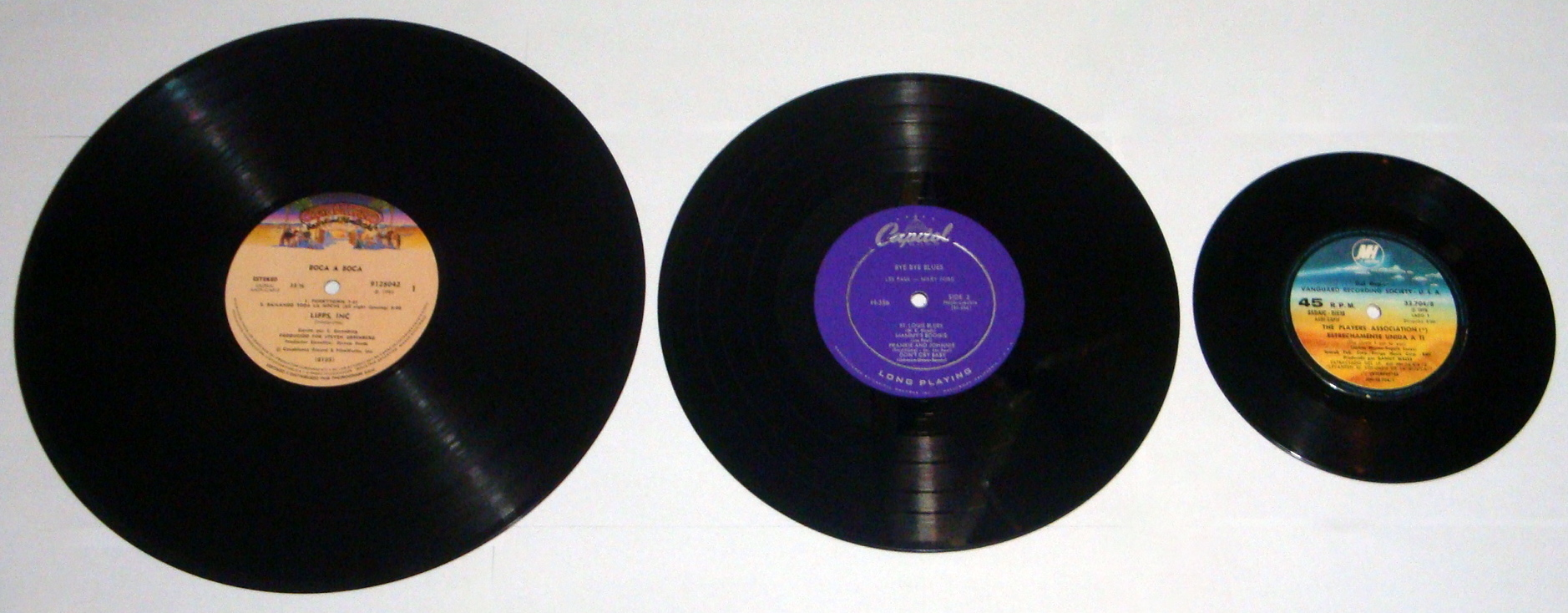
LP de la década de 1950 en Capitol.

El catálogo de artistas de la disquera durante la década de 1950 incluía a Nat King Cole, The Four Knights, Yma Súmac, Tennessee Ernie Ford, Frank Sinatra, Stan Kenton, June Christy, Louis Prima, Keely Smith, The Louvin Brothers, Judy Garland, The Andrews Sisters, Dick Haymes, Kay Starr, Jackie Gleason, Harry James, Jane Froman, Wesley Tuttle, The Four Preps, Ray Anthony, Andy Griffith, Shirley Bassey, Hank Thompson, Merle Travis, Tommy Duncan, Skeets McDonald, The Kingston Trio (que en 1960 representaría el 20% de todas las ventas de álbumes para Capitol), Dean Martin, Nelson Riddle, The Four Freshmen, Al Martino y Dinah Shore. Entre las grabaciones de comedia más destacadas se encuentran Johnny Standley, varios de Stan Freberg y las parodias de dialecto yidis de Mickey Katz. El sello también comenzó a grabar artistas de rock and roll tales como The Jodimars y Gene Vincent. Los niños escuchaban los álbumes de Capitol pertenecientes a Bozo the Clown, los cuales incluían discos de 78 rpm y folletos a todo color que los niños podían seguir mientras escuchaban. Aunque varias personas escuchaban a Bozzo en televisión, Capitol usó la voz de Pinto Colvig, quien también daba voz al personaje animado de Walt Disney, Goofy. Don Wilson también publicó algunas grabaciones infantiles. En junio de 1952, Billboard presentó una crónica de varias páginas de los primeros diez años del sello en el negocio.
En 1955, la compañía británica EMI finalizó su acuerdo mutuo de distribución con RCA Víctor y adquirió el 96% del inventario de Capitol Records por 8.5 millones. Poco después, EMI construyó un nuevo estudio en Nueva York y Vine para combinar con los estudios de Abbey Road Studios en Londres. El sello de EMI especializado en música clásica Angel Records fue fusionado dentro de Capitol en 1957. Algunas grabaciones clásicas fueron emitidas en alta fidelidad e incluso con sonido estereofónico en el sello de William Steinberg y la Orquesta Sinfónica de Pittsburgh, Leopold Stokowski con varias orquestas (incluyendo Orquesta Filarmónica de Los Ángeles) y Sir Thomas Beecham con Royal Philharmonic Orchestra, así como los álbumes clásicos de Carmen Dragon y la Orquesta del Hollywood Bowl y una serie de álbumes de música de películas dirigida por los compositores de Hollywood, como Alfred Newman.
En 1959, con la llegada del estéreo, Capitol cambió el diseño de su prensaje para LP por un gran "logo de domo" con un fondo gris a un "logotipo de domo" más pequeño en un óvalo plateado con un fondo negro y una banda de colores alrededor del borde. Inicialmente, el óvalo estaba situado en el lado izquierdo de la etiqueta, con una aguja cónica que se extendía desde la parte superior e inferior. Las etiquetas clásicas reemplazaron la aguja con las palabras "Incomparable High-Fidelity" y añadieron un escudo redondo "FDS-Full Dimensional Sound". A comienzos de la década de 1960 el óvalo fue eliminado de la parte superior de la etiqueta, mientras que la banda de color era ligeramente más estrecha. Este diseño fue utilizado hasta 1969.
Durante la década de 1950 Capitol presentó una serie de LP y cintas de música "Hi-Q". Las producciones de televisión y cine que hicieron uso de esta extensa biblioteca incluyeron Gumby, Davey and Goliath, The Donna Reed Show, The Adventures of Ozzie and Harriet, Ren y Stimpy y los primeros dibujos animados Hanna-Barbera. Debido a una huelga de la Federación Estadounidense de Músicos en 1958 que afectó a las orquestas cinematográficas, Warner Bros. se basó en varias pistas de la biblioteca para anotar algunas de sus caricaturas teatrales. Capitol también lanzó muchas grabaciones de bandas sonoras en la década de 1950, incluyendo las versiones cinematografiaras de tres musicales de Rodgers y Hammerstein Oklahoma!, Carousel y El rey y yo, así como extractos de la música de Dimitri Tiomkin de la película de Warner Bros. Gigante.
La serie de Capitol of the World de Capitol, presentada en 1956 y activa en la década de 1970, abarcó una amplia gama de títulos, desde sus primeras canciones alemanas para beber cerveza y luna de miel en Roma, hasta títulos más "exóticos" como Australian Aboriginals y Kasongo! Modern Music of the Belgian Congo. Muchos fueron producidos por Dave Dexter, Jr. "Capitol of the World" incluía más de 400 álbumes. Cuatro subcategorías fueron diseñados para llevar aspectos particulares de la música y cultura de un país a los oyentes: "estilistas de canciones modernas" para "melodías populares del día presentadas por las principales estrellas de países extranjeros"; "canciones folk" para "música auténtica de la gente, transmitida de generación en generación”; “Bailes populares” para “música de baile tradicional que captura el espíritu vivo de tierras lejanas”; y "grabaciones inusuales" para "instrumentos exóticos y grupos musicales únicos raramente escuchados" en los Estados Unidos.

### Década de 1960

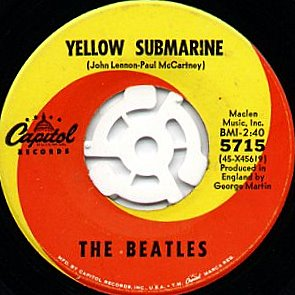
Sencillo 45rpm de The Beatles en Capitol.

Una de las primeras agrupaciones de música rock en firmar con Capitol Records a comienzos de la década de 1960 fue The Beach Boys, fundada en febrero de 1962. A medida que la escena musical británica florecía en 1960, Capitol, como un sello de EMI, tenía el derecho de primera negativa a los artistas de EMI. Después de la resistencia inicial a la publicación de las grabaciones de The Beatles, quienes firmaron por el sello hermano de EMI Parlophone Records en Reino Unido, Capitol ejerció sus opción en noviembre de 1963 y ayudó a introducir la Beatlemanía en 1964. Los primeros trabajos de The Beatles en los Estados Unidos han estado en el sello independiente Vee-Jay y el sencillo clave «She Loves You» en el pequeño sello Swan. Los productores de Capitol alteraron significativamente el contenido de los álbumes de The Beatles (ver The Beatles) y, creyendo que las grabaciones de The Beatles no eran adecuadas para el mercado estadounidense, los modificaron. Aceleraron el sonido y canalizaron las grabaciones a través de una cámara de eco ubicada debajo de los estacionamientos fuera de la Torre. Otros casos en los que Capitol ejerció su derecho a la negativa inicial incluyó la aprobación de actos como The Dave Clark Five, Gerry and the Pacemakers, The Hollies, The Swinging Blue Jeans, The Yardbirds, y Manfred Mann (entre otros), todos los cuales tenían sus trabajos de grabación en la sede canadiense de Capitol.
A medida que la influencia de la música rock crecía en Estados Unidos, Capitol Records contrató a Artie Kornfeld, quien más tarde fue cocreadora y productora de Festival de Woodstock, como vicepresidente a los 20 años, lo que la convirtió en la más joven en ocupar el cargo y la primera vicepresidente de rock de la historia. Capitol también firmó o se convirtió en el distribuidor de álbumes en Estados Unidos de Badfinger, The Band, Joe South, Glen Campbell, Bobby Darin, Vic Damone, Grand Funk Railroad, Howard Roberts, The Human Beinz, The Chocolate Watchband, If, The Lettermen, Lou Rawls, Steve Miller Band, Nitty Gritty Dirt Band, People!, Pink Floyd, Buck Owens, Nancy Wilson, Bobbie Gentry, Linda Ronstadt, The Outsiders, Sandler and Young, Peter Tosh, Bob Seger, y varios álbumes en solitario de integrantes de The Beatles.

### Década de 1970

Logo de Capitol de 1969 a 1978. Nuevamente utilizado en 2017.

En 1972, la compañía cambió su nombre a Capitol Industries-EMI, Inc. después de que EMI aumentará sus tenencias a 70.84%. Para 1976, EMI había comprado las acciones restantes. En los setenta, Capitol comenzó dos sellos alternativos: EMI America Records y EMI Manhattan Records. Los nuevos artistas fueron John Lennon, Helen Reddy, Anne Murray, Skylark, April Wine, Blondie, Bloodrock, Burning Spear, Buzzcocks, David Bowie, Kim Carnes, Rosanne Cash, Max Webster, Lee Clayton, Natalie Cole, Jack Jersey, Goose Creek Symphony, Sammy Hagar, the Knack, Maze, Mink DeVille, Juice Newton, Raspberries, Minnie Riperton, Diana Ross, Sweet, The Specials, The Sylvers, Ten Wheel Drive, The Stranglers, Tavares, George Thorogood, Triumvirate, Little River Band, Wings y The Persuasions. En 1977, EMI se fusionó con THORN Electrical Industries para formar Thorn EMI PLC. En 1979, Capitol fue fusionado con la nueva división global de EMI Music (EMI era de Sony Music Entertainment, y se pasó a Universal Music Group, sigue siendo de Sony).

### Década de 1980
Capitol añadió más artistas de diversos géneros durante la década de 1980: grupos de música popular y cantantes como Richard Marx, The Motels, Tina Turner, George Clinton, Billy Squier, Crowded House, Peter Blakeley, Duran Duran (Arcadia y The Power Station), Heart, The Doobie Brothers, Katrina & The Waves, Lloyd Cole, Sawyer Brown, Queen, Brian Setzer, The Smithereens, The Tubes, Paul Westerberg, Missing Persons, Butthole Surfers, Plasmatics, Megadeth, Exodus, Rigor Mortis, Helix, W.A.S.P., Poison, Iron Maiden, Climie Fisher, Beastie Boys, King T, Mantronix, Mellow Man Ace, Robbie Robertson, Dave Koz, Ashford & Simpson, Freddie Jackson, BeBe & CeCe Winans y Skinny Puppy. En 1983, el diseño de la etiqueta de "banda de colores" de la era de The Beatles se recuperó, con imprenta blanca, para ambos álbumes como para 45'. La última etiqueta que Capitol utilizó en sus grabaciones fue un regreso al antiguo diseño púrpura con el "logotipo de la cúpula"; después de eso, los discos compactos se convirtieron en el formato dominante para música grabada. Desde la llegaba de los CD, las etiquetas en los discos han variado enormemente.

### Década de 1990
Artistas de los noventa incluyen a Blind Melon, Garth Brooks, Meredith Brooks, Coldplay, The Dandy Warhols, Dilated Peoples, Doves, Everclear, Foo Fighters, Geri Halliwell, Ice Cube, Idlewild, Jane's Addiction, The Jesus Lizard, Selena, Jimmy Eat World, Ras Kass, Kottonmouth Kings, Ben Lee, Less Than Jake, Luscious Jackson, "Weird Al" Yankovic, Lynda Thomas, Tara MacLean, Marcy Playground, Jesse Campbell, Mazzy Star, MC Eiht, MC Hammer, MC Ren, The Moffatts, Moist, Liz Phair, Lisa Marie Presley, Radiohead, Bonnie Raitt, Snoop Dogg, Spearhead, Starsailor, Stir, Supergrass, Télépopmusik, Televisión, Richard Thompson, Butthole Surfers y Robbie Williams.